# Creed (colonna sonora)
Creed: Original Motion Picture Soundtrack è una colonna sonora del film del 2015 Creed - Nato per combattere, pubblicata dalla Atlantic. Questa colonna sonora è all'altezza delle altre della serie di film su Rocky, essendo composta da diverse gemme e presentando inoltre le classiche Hail Mary di 2Pac e Bridging the Gap di Nas, «troppo grandi per essere ignorate».
| Recensione  | Giudizio |
| ----------- | -------- |
| AllMusic    | [ 1 ]    |
| Consequence | C+       |

## Tracce
1. Last Breath (Future) – 3:59 – Metro Boomin, Ludwig Göransson
2. Check (Meek Mill) – 3:15 – Metro Boomin, Southside
3. Intolerant (White Dave) – 3:35
4. The Fire (The Roots featuring John Legend) – 3:42
5. Grip (Tessa Thompson) – 1:56 – Göransson
6. Lord Knows (Meek Mill featuring Tory Lanez) – 5:20 – Play Picasso
7. Don't Waste My Time (Krept & Konan) – 3:26 – ADotSkitz
8. Let You Know (White Dave featuring Clif Soulo & Legendvry) – 4:33
9. Breathe (Tessa Thompson) – 2:25 – Göransson
10. Wake Up Everybody (Harold Melvin & the Blue Notes) – 3:40 – Kenneth Gamble, Leon Huff
11. Bridging the Gap (Nas featuring Olu Dara) – 4:01 – Salaam Remi
12. Waiting For My Moment (Childish Gambino, Jhené Aiko, Vince Staples & Ludwig Göransson) – 4:11 – Göransson
13. Hail Mary (Makaveli featuring Tha Outlawz & Prince Ital Joe) – 5:11 – Hurt-M-Badd
14. In the Kitchen (White Dave featuring Young T & K.E.L.L.S.) – 5:22
15. Shed You (Tessa Thompson & Moses Sumney) – 3:19 – Göransson
16. Curry Chicken (Joey Bada$$) – 3:34 – Statik Selektah
17. Work Ya Muscle (Eearz) – 3:15 – 30 Roc, Mike Will Made It
18. Lord Knows / Fighting Stronger (Meek Mill, Jhené Aiko & Ludwig Göransson) – 4:54 – Göransson, Play Picasso

## Classifiche
| Classifica (2015) | Posizione massima |
| ----------------- | ----------------- |
| Stati Uniti       | 101               |

## Colonna sonora originale
Creed: Original Motion Picture Score è una colonna sonora del film del 2015 Creed, prodotta da Ludwig Göransson e pubblicata da WaterTower, label sussidiaria della Warner Bros. Records.
1. Juvy – 2:19
2. Adonis – 2:27
3. Meeting Rocky – 4:02
4. Conlan (Redemption) – 1:28
5. Grip (Interlude) – 2:05
6. First Date† – 2:30
7. Moving in with Rocky – 1:20
8. Breathe (Interlude) – 2:27
9. Front Street Gym – 3:21
10. The Sporino Fight – 4:34
11. Shed You (Interlude) – 2:40
12. I Got You – 1:02
13. Rocky Is Sick – 2:17
14. Caught in the Shadow – 1:20
15. If I Fight, You Fight (Training Montage) – 4:54
16. Boxing Shorts – 1:43
17. Conlan Fight – 6:37
18. You're a Creed† – 4:26
19. You Can See the Whole Town from Here – 2:11
20. End Credits – Creed – 3:08
21. Creed Suite – 2:36